# Ravno Bučje (Bujanovac)
Pour les articles homonymes, voir Ravno Bučje.
Ravno Bučje (en serbe cyrillique : Равно Бучје ; en albanais : Ramnabuqa) est un village de Serbie situé dans la municipalité de Bujanovac, district de Pčinja. En 2002, il comptait 393 habitants, dont 391 Albanais (99,49 %).
En septembre 2011, l'assemblée des députés albanais de Preševo, Bujanovac et Medveđa a incité les Albanais de Serbie à boycotter le recensement prévu pour le mois d'octobre de cette année-là ; de ce fait, aucun chiffre de population n'a été communiqué pour les localités de la municipalité de Bujanovac.

## Démographie
| 1948 | 1953 | 1961 | 1971 | 1981 | 1991 | 2002 |
| ---- | ---- | ---- | ---- | ---- | ---- | ---- |
| 509  | 571  | 590  | 711  | 703  | 601  | 393  |

|  |